# Irwin Hasen
Irwin Hasen (né le 8 juillet 1918 à New York, et mort dans la même ville le 13 mars 2015) est un auteur de bande dessinée américain, co-créateur avec Gus Edson du comic strip Dondi, publié de 1955 à 1986.

## Prix et récompenses
- 1961 : Prix du comic strip à suivre de la National Cartoonists Society (NCS) pour Dondi
- 1962 : Prix du comic strip à suivre de la NCS pour Dondi
- 1972 : Té d'argent de la NCS
- 1999 : Prix Inkpot
- 2014 : Temple de la renommée Will Eisner (choix du jury)